# إيفانا ماتوفيتش
إيفانا ماتوفيتش مواليد 11 سبتمبر 1983 في شاباتس، جمهورية يوغوسلافيا الاشتراكية الاتحادية، هي لاعبة كرة سلة صربية سابقة. بدأت مسيرتها الاحترافية في سنة 2000. اعتزلت اللعب في 2015. لعبت مع نادي فنربخشة لكرة السلة للسيدات في الدوري التركي لكرة السلة للسيدات.

## روابط خارجية
- إيفانا ماتوفيتش على موقع الاتحاد الدولي لكرة السلة (الإنجليزية)
- إيفانا ماتوفيتش على موقع كرة السلة الأوروبية.كوم (الإنجليزية)
- إيفانا ماتوفيتش على موقع بروبوليرز (الإنجليزية)